# The Staple Singers
The Staple Singers — американская музыкальная группа, исполнявшая музыку в стилях госпел, соул и ритм-н-блюз.
Принята в Зал славы рок-н-ролла в 1999 году.
В 2004 году журнал Rolling Stone поместил песню «Respect Yourself» в исполнении группы Staple Singers на 462 место своего списка «500 величайших песен всех времён». В списке 2011 года песня находится на 468 месте.
В 1999 году сингл группы Flamingos с песней «I’ll Take You There» (1972 год, Stax Records) был принят в Зал славы премии «Грэмми».
Кроме того, две песни в исполнении группы The Staple Singers, — «I’ll Take You There» и «Respect Yourself», — входят в составленный Залом славы рок-н-ролла список 500 Songs That Shaped Rock and Roll.

## Дискография
См. «The Staple Singers#Discography» в английском разделе.